# Argenbühl
Argenbühl is een gemeente in de Duitse deelstaat Baden-Württemberg, en maakt deel uit van het Landkreis Ravensburg.
Argenbühl telt 6.548 inwoners.

## Samenstelling van de gemeente, geografie

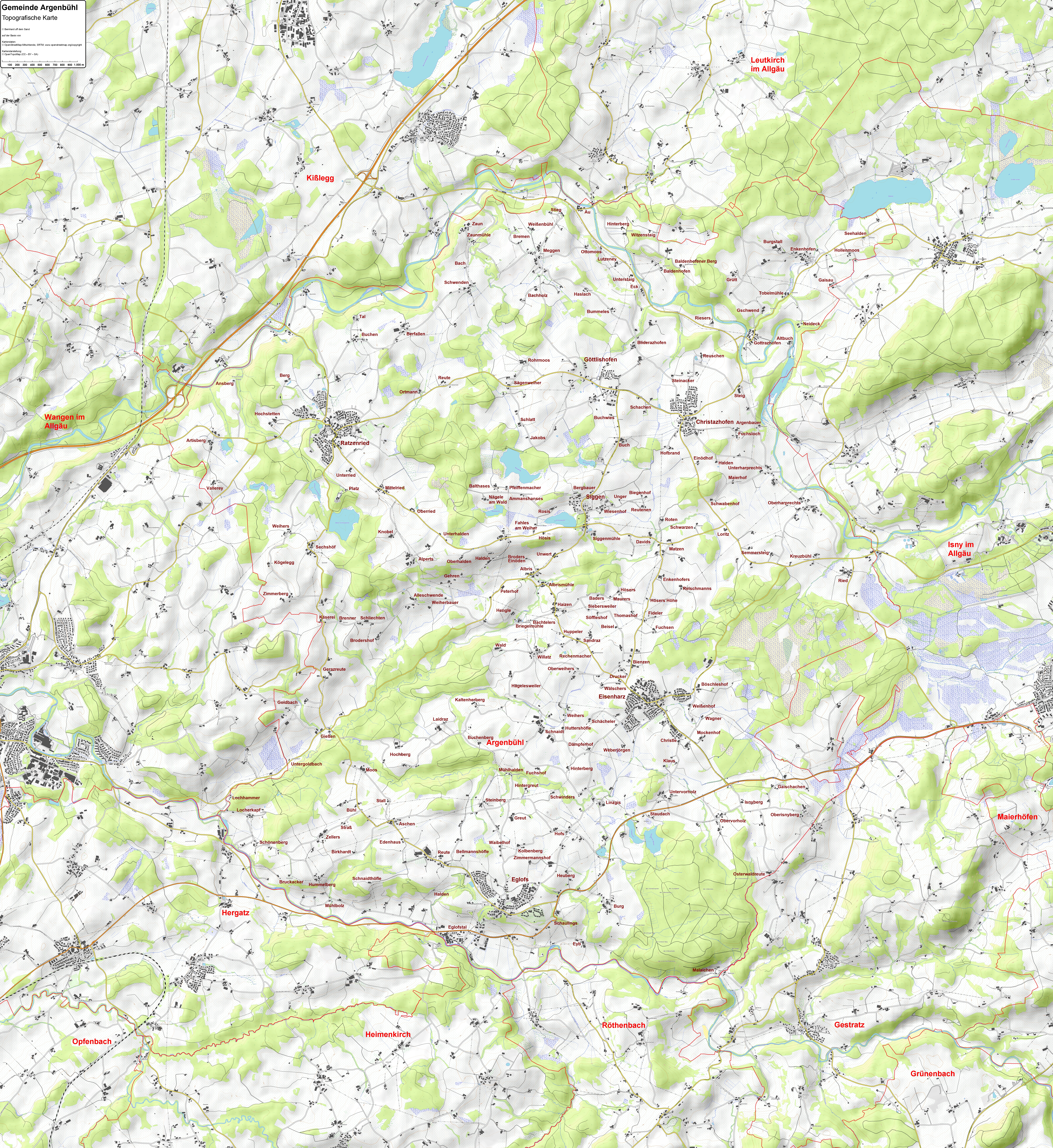
Topografische kaart van de gemeente Argenbühl

De gemeente bestaat uit een groot aantal kleine dorpen in de Allgäu, op 400-750 meter boven zeeniveau. Er ligt in deze fusiegemeente geen plaats, die Argenbühl heet. Bij de totstandkoming van de gemeente bedacht men een passende naam: Argen, voor de rivier,  waarvan de bovenloop een deel van de nieuwe gemeentegrens vormt, en -bühl voor: heuvel, vanwege de aard van het landschap hier.
De dichtstbijzijnde steden zijn Wangen im Allgäu en Isny im Allgäu. In het zuiden grenst de gemeente aan de Landkreis Lindau (Bodensee) in Beieren, o.a. aan Röthenbach (Allgäu).
De hoogste top is die van de Isnyberg (Ortsteil Eglofs) met 762 meter boven de zeespiegel. 
De gemeente Argenbühl bestaat uit de volgende zes Ortschaften, vóór de fusie in 1972 zelfstandige gemeentes:
- Christazhofen (1.014 inwoners, 15,44 km²)
- Eglofs ( 1.771 inw., 23,40 km²)
- Eisenharz (1.699 inw., 13,38 km²)
- Göttlishofen (486 inw., 7,22 km²)
- Ratzenried (1.428 inw., 13,77 km²)
- Siggen (218 inw., 3,17 km²).

Het gemeentebestuur is gevestigd te Eisenharz.
Eglofs was in de 13e eeuw gedurende korte tijd een rijksonmiddellijk stadje. Zulke plaatsen mochten een wapen voeren met de rijksadelaar daarin. Dat is de reden, waarom de fusiegemeente ook een gemeentewapen met de Duitse adelaar mocht gaan voeren.

## Afbeeldingen

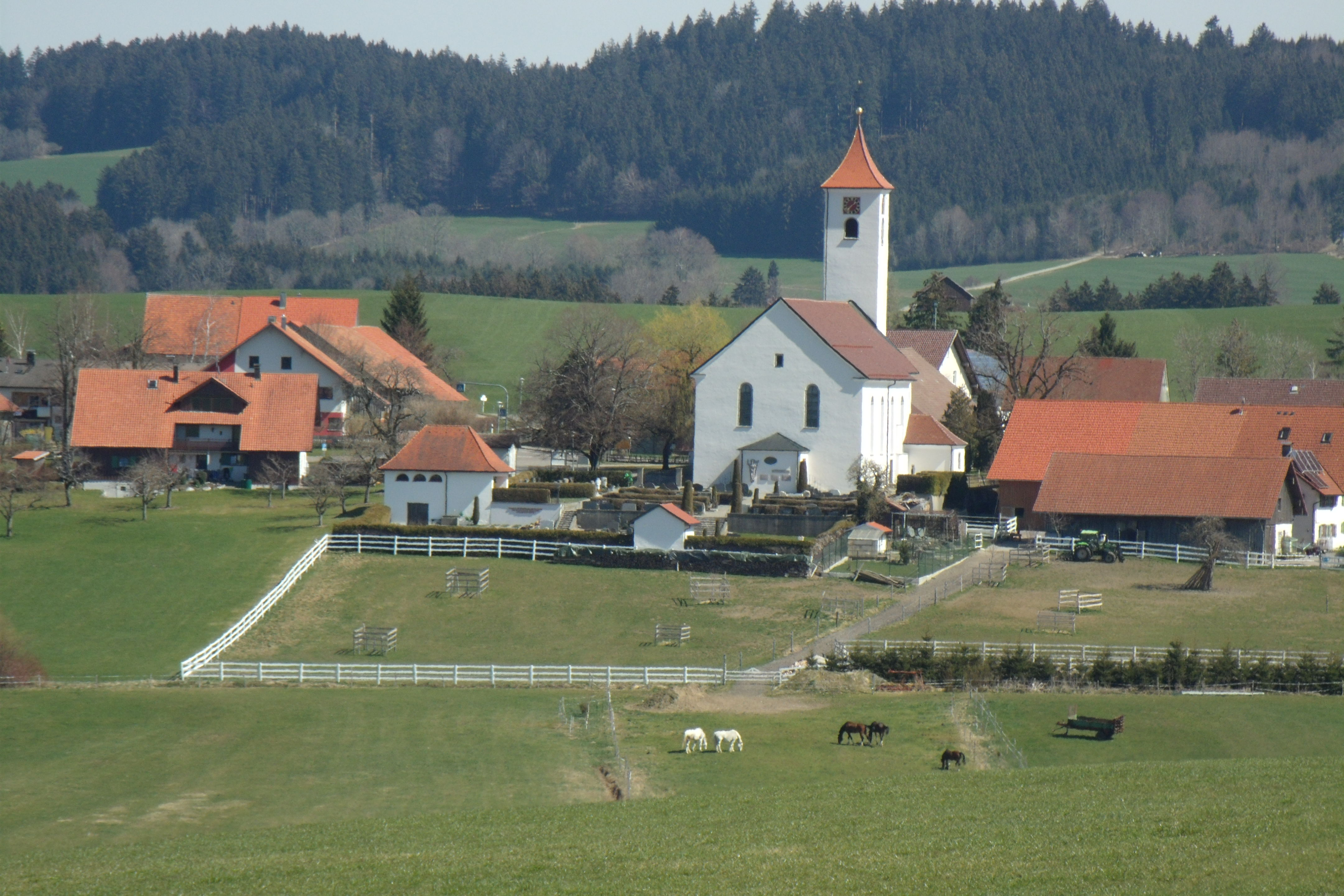
Christazhofen
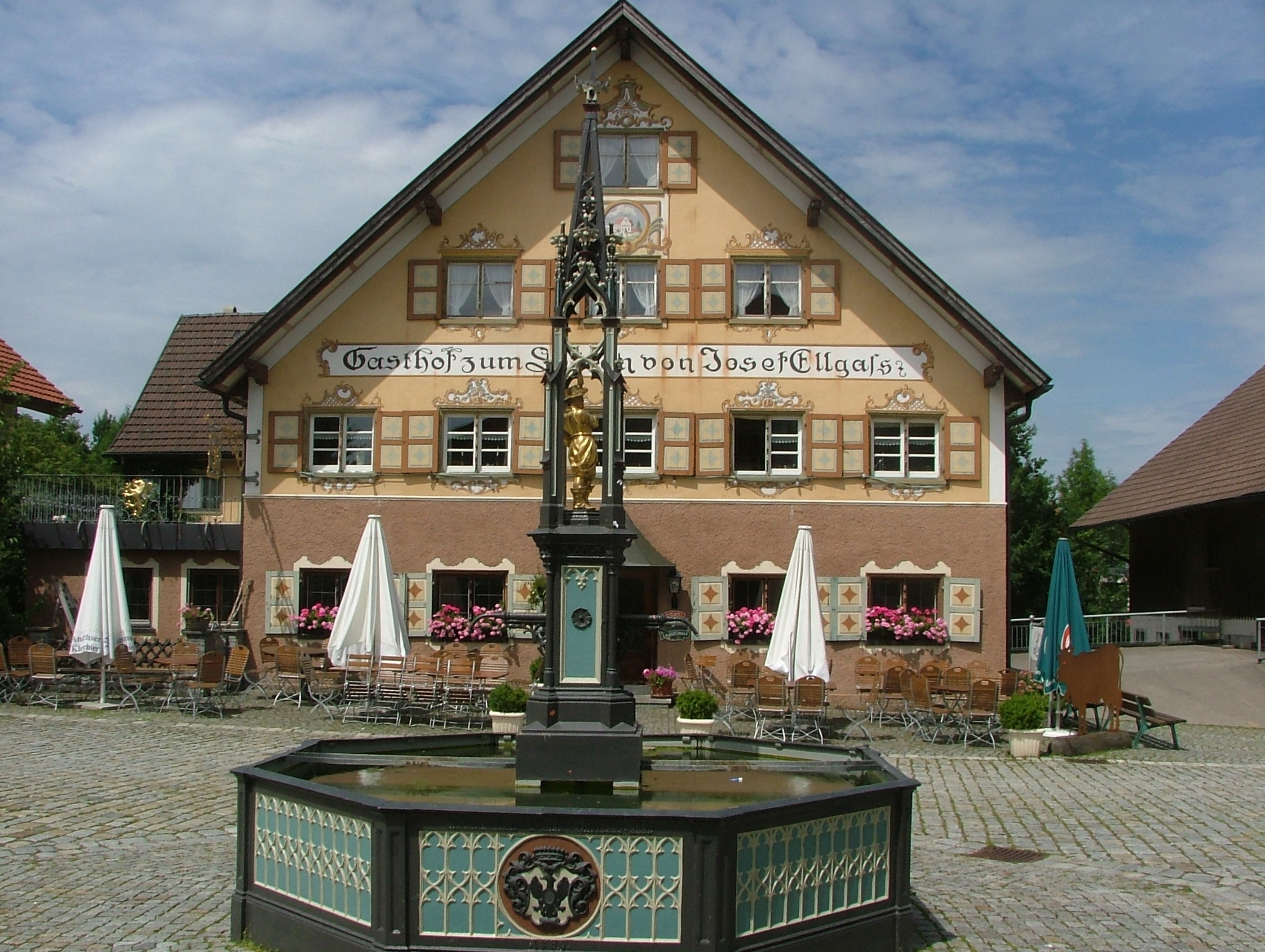
Herberg te Eglofs
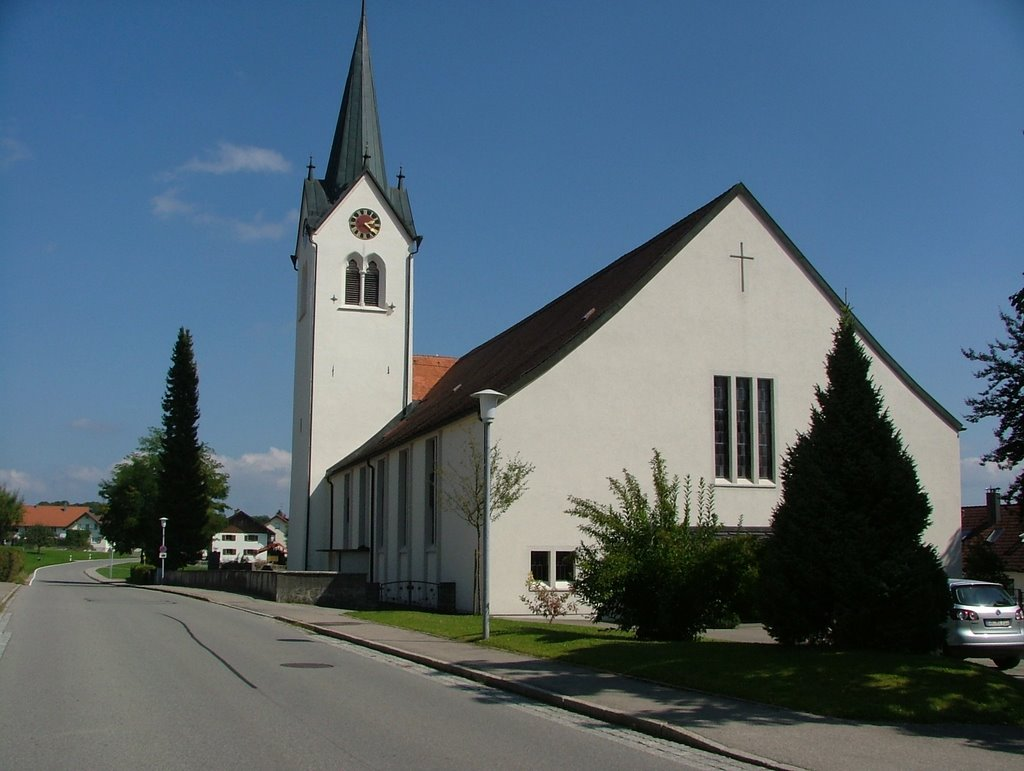
Eisenharz
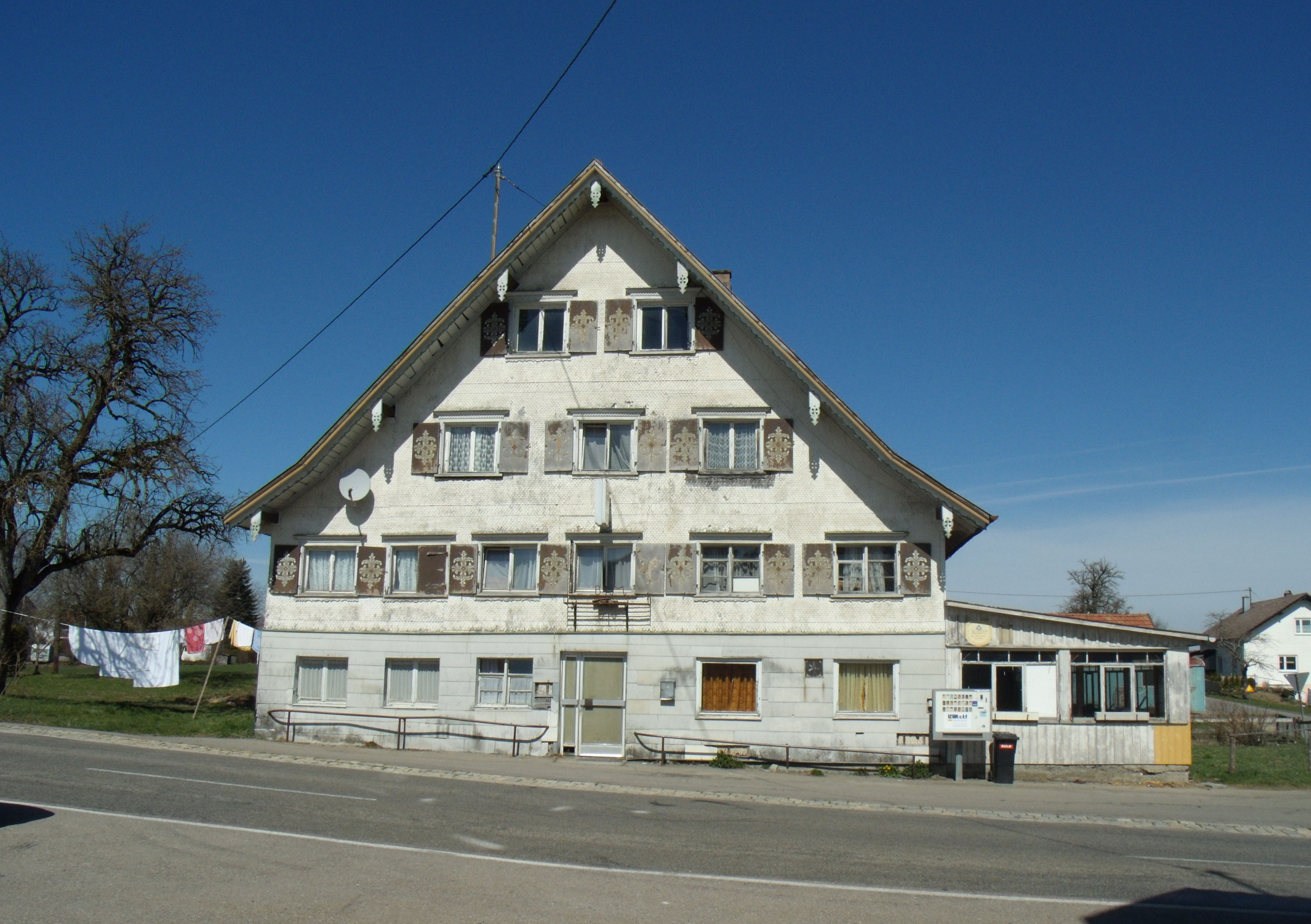
Göttlishofen
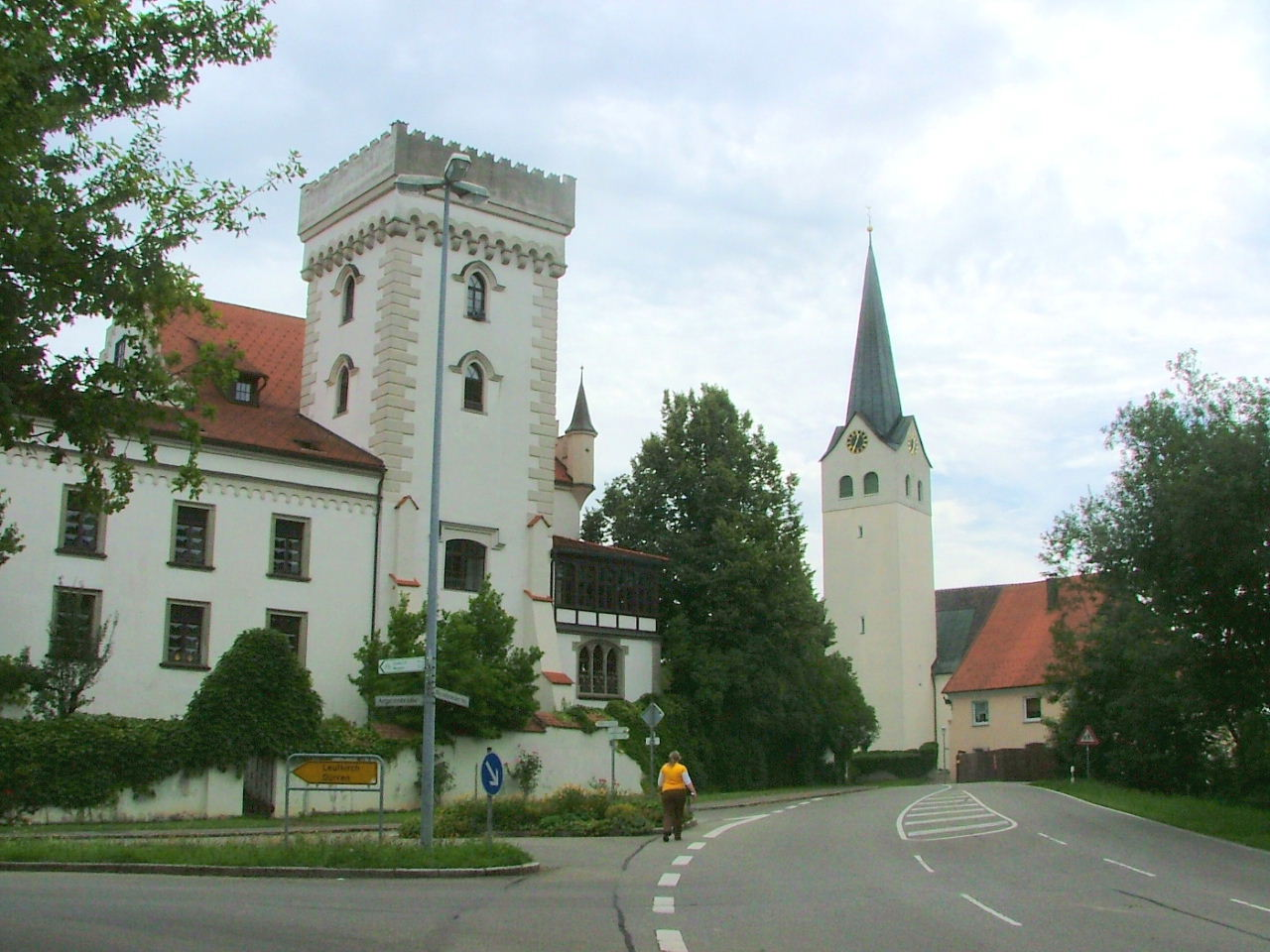
Ratzenried
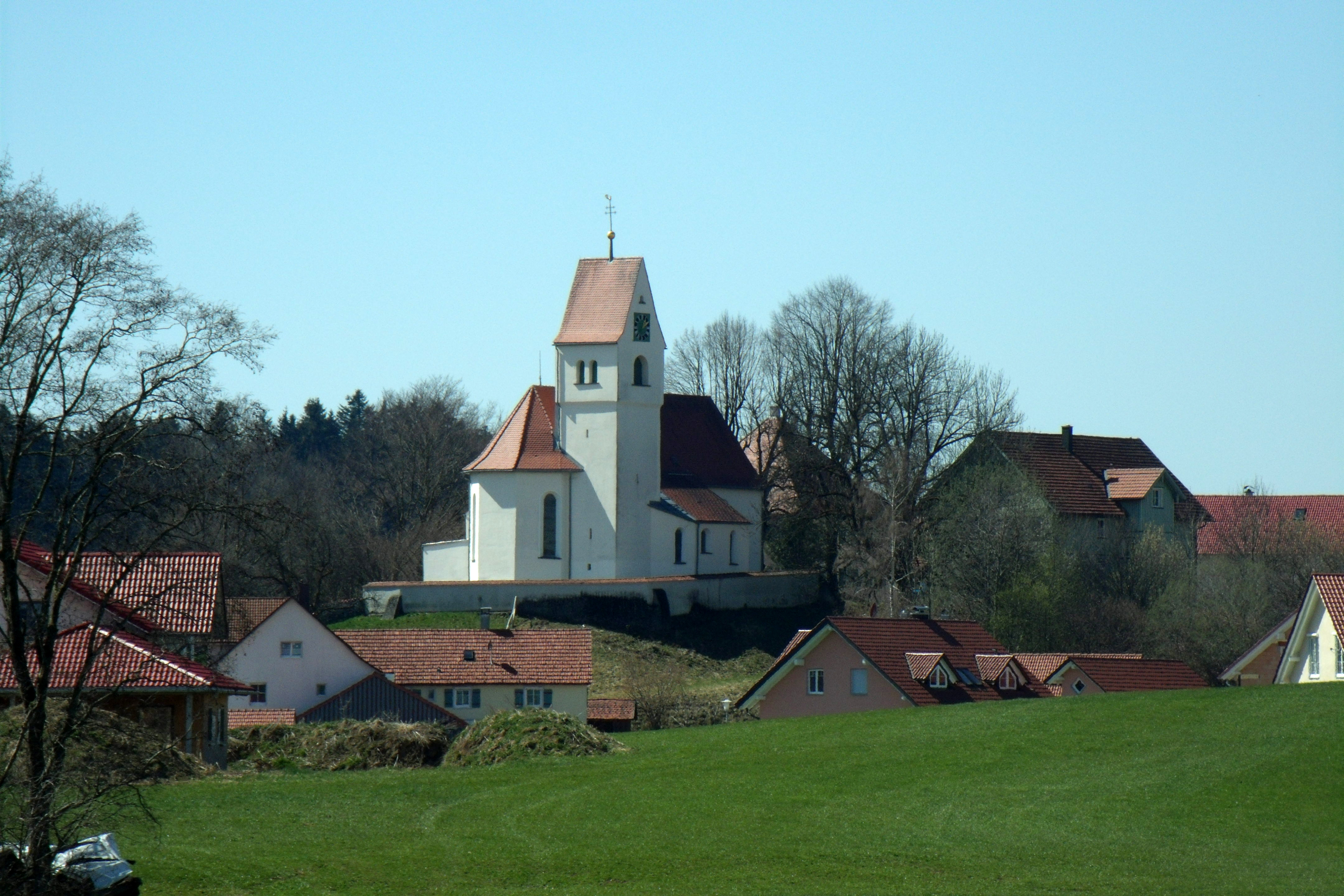
Siggen

Achberg ·
Aichstetten ·
Aitrach ·
Altshausen ·
Amtzell ·
Argenbühl ·
Aulendorf ·
Bad Waldsee ·
Bad Wurzach ·
Baienfurt ·
Baindt ·
Berg ·
Bergatreute ·
Bodnegg ·
Boms ·
Ebenweiler ·
Ebersbach-Musbach ·
Eichstegen ·
Fleischwangen ·
Fronreute ·
Grünkraut ·
Guggenhausen ·
Horgenzell ·
Hoßkirch ·
Isny im Allgäu ·
Kißlegg ·
Königseggwald ·
Leutkirch im Allgäu ·
Ravensburg ·
Riedhausen ·
Schlier ·
Unterwaldhausen ·
Vogt ·
Waldburg ·
Wangen im Allgäu ·
Weingarten ·
Wilhelmsdorf ·
Wolfegg ·
Wolpertswende